# Haruka Tomatsu
Haruka Tomatsu (jap. 戸松 遥, Tomatsu Haruka; * 4. Februar 1990 in Ichinomiya) ist eine japanische Synchronsprecherin (Seiyū) und Sängerin.

## Leben
Haruka Tomatsu nahm 2005 an der 1. Music Ray’n Super Seiyū Audition (ミュージックレイン スーパー声優オーディション, Myūjikku Rein Sūpā Seiyū Ōdishon) teil, die von der zu Sony Music Entertainment (Japan) gehörenden Künstleragentur Music Ray’n veranstaltet wurde. Sie war neben Minako Kotobuki, Ayahi Takagaki und Aki Toyosaki eine der vier Gewinnerinnen und wurde damit unter Vertrag genommen. Zudem nahm sie 2006 an der 6. Tōhō Cinderella teil, mit der die Filmgesellschaft Tōhō Nachwuchsdarstellerinnen sucht, wo sie unter 37.443 Bewerbern als eine von 15 die Endrunde erreichte.
Ihr Debüt als Synchronsprecherin hatte sie im Januar 2007 mit einer namenlosen Rolle im Anime Gakuen Utopia Manabi Straight!. Bei der ab April desselben Jahres ausgestrahlten Serie Shinkyoku Sōkai Polyphonica sprach sie dann die Hauptrolle der Corticarte Apa Lagranges. Ihr Durchbruch kam dann 2008, insbesondere mit den Rollen der Nagi in Kannagi und der Lala Satalin Deviluke in To Love-Ru, aber auch als Shiho Sannomiya in Zettai Karen Children. Für diese drei Rollen wurde sie bei den 3. Seiyū Awards 2009 neben Kana Asumi als Beste Nachwuchssprecherin ausgezeichnet.
Zudem hatte 2008 zwei kleinere Fernsehrollen in Dorama-Serien – in RH Plus und Koko wa Greenwood – Seishun Danshiryō Nisshi. Für letztere Serie sang sie auch den Abspanntitel, ebenso für Kannagi zusätzlich zum Vorspanntitel Motto Hade ni ne! mit dem Platz 10 der Oricon-Singlecharts erreichte.
Im April 2008 begann sie ein Hochschulstudium in Tokio, wo sie seitdem lebt.
Am 15. Februar 2009 wurde bei der Veranstaltung Music Ray’n girls: Haru no Choco Matsuri die Gründung der Musikgruppe Sphere (スフィア, Sufia) mit ihr und ihren Agenturkolleginnen Ayahi Takagaki, Minako Kotobuki und Aki Toyosaki bekanntgegeben. Diese veröffentlichte bisher zehn Singles und drei Alben.
Am 9. Oktober 2009 veröffentlichte sie ihren ersten Fotoband HARUKAs und am 24. Februar 2010 ihr Debütalbum Rainbow Road, das Platz 15 der Charts erreichte. Vom 17. Juli bis 7. August 2011 führte sie ihre erste Live-Tour namens Orange Road durch.

## Werk

### Rollen (Auswahl)
| 2007 - Gakuen Utopia Manabi Straight! (Schülerin), Debüt - Shinkyoku Sōkai Polyphonica (Corticarte Apa Lagranges) 2008 - Kannagi (Nagi) - Kemeko Deluxe! (M.M.) - Kyōran Kazoku Nikki (Senko Himemiya/Chika Midarezaki) - Zettai Karen Children (Shiho Sannomiya) - To Love-Ru (Lala Satalin Deviluke) 2009 - Asu no Yoichi! (Ayame Ikaruga) - Asura Cryin’ (Misao Minakami) - Cross Game (Aoba Tsukishima) - GA Geijutsuka Art Design Class (Kisaragi Yamaguchi) - Shinkyoku Sōkai Polyphonica: Crimson S (Corticarte Apa Lagranges) 2010 - Asobi ni Iku yo! (Manami Kinjō) - Mitsudomoe (Hitoha Marui) - Motto To Love-Ru (Lala Satalin Deviluke) - Inazuma Eleven (Fuyuka Kudou) 2011 - Ano Hi Mita Hana no Namae o Bokutachi wa Mada Shiranai. (Naruko „Anaru“ Anjō) - C (Msyu) - Nekogami Yaoyorozu (Mayu) - Mitsudomoe Zōryōchū! (Hitoha Marui) - Hanasaku Iroha (Yuina Wakura) 2012 - Ano Natsu de Matteru (Ichika Takatsuki) - Sword Art Online (Asuna „Asuna“ Yūki) - Tonari no Kaibutsu-kun (Shizuku Mizutani) - To Love-Ru Darkness (Lala Satalin Deviluke) - Natsuiro Kiseki (Yuka Hanaki) - Magi: The Labyrinth of Magic (Morgiana) 2013 - Kakumeiki Valvrave (Saki Rukino) - Coppelion (Ibara Naruse) - Pretty Rhythm: Rainbow Live (Bell Renjōji) - Magi: The Kingdom of Magic (Morgiana) - Samurai Flamenco (Mari Maya) 2016 - Relife (Rena Kariu) 2018 - Darling in the FranXX (Code 002 / Zero Two, ゼロツー, Zero Tsū) - Violet Evergarden (Iris Cannary) - Inazuma Eleven: Ares no Tenbin (Hanta Hattori und Akane Miyano) - Pokémon Sonne und Mond (Matsurika) - Sword Art Online: Alicization (Asuna „Asuna“ Yūki) 2019 - Maō-sama, Retry! (Killer Queen) - Sword Art Online: Alicization – War of Underworld (Asuna „Asuna“ Yūki) - Yatogame-chan Kansatsu Nikki (Monaka Yatogame) 2020 - To Aru Kagaku no Railgun T (Kinuho Wannai) 2021 - Hori-san to Miyamura-kun (Kyoko Hori) - Idoly Pride (Idoly Pride) 2008 - Shina Dark – Kuroki Tsuki no Ō to Sōheki no Himegimi (Galett Fey Sowauge) 2009 - To Love-Ru OVA (Lala Satalin Deviluke) 2010 - Air Gear: Kuro no Hane to Nemuri no Mori – Break on the sky (Ringo Noyamano) - Zettai Karen Children – Aitazōsei! Ubawareta Mirai? (Shiho Sannomiya) 2011 - Asobi ni Iku yo! OVA Special: OVA de Asobi ni Kimashita!! (Manami Kinjō) - Baby Princess 3D Paradise 0 (Hikaru) 2012 - Nekogami Yaoyorozu (Mayu) 2012 - Koiken! – Watashi-tachi Anime ni Natchatta! (Kaede Wakamiya) 2009 - The Idolm@ster: Dearly Stars (Ai Hidaka) - Nuga-Cel! (Piyo) - Rune Factory 3 (Ion) 2010 - Motto Nuga-Cel! (Piyo) 2011 - Inazuma Eleven Go (Shinsuke Nishizono) - Corpse Party: Book of Shadows (Mitsuki Yamamoto) 2012 - Chaos Rings II (Marie) 2013 - Final Fantasy Agito (Myu Kagerohi) |

## Diskografie

### Studioalben
| Jahr | Titel                             | Höchstplatzierung, Gesamtwochen, AuszeichnungChartsChartplatzierungen (Jahr, Titel, Platzierungen, Wochen, Auszeichnungen, Anmerkungen) | Anmerkungen                            |
| Jahr | Titel                             | JP | Anmerkungen                            |
| ---- | --------------------------------- | --- | -------------------------------------- |
| 2010 | Rainbow Road                      | JP15 (4 Wo.)JP | Erstveröffentlichung: 24. Februar 2010 |
| 2013 | Sunny Side Story                  | JP5 (5 Wo.)JP | Erstveröffentlichung: 16. Januar 2013  |
| 2015 | Harukarisk*Land                   | JP7 (4 Wo.)JP | Erstveröffentlichung: 18. März 2015    |
| 2016 | 戸松遥 Best Selection -starlight- | JP13 (3 Wo.)JP | Erstveröffentlichung: 15. Juni 2016    |
| 2016 | 戸松遥 Best Selection -sunshine-  | JP11 (4 Wo.)JP | Erstveröffentlichung: 15. Juni 2016    |
| 2018 | Colorful Gift                     | JP13 (3 Wo.)JP | Erstveröffentlichung: 2. Mai 2018      |

### Singles
| Jahr | Titel Album                                       | Höchstplatzierung, Gesamtwochen, AuszeichnungChartsChartplatzierungen (Jahr, Titel, Album, Platzierungen, Wochen, Auszeichnungen, Anmerkungen) | Anmerkungen                                                                                          |
| Jahr | Titel Album                                       | JP | Anmerkungen                                                                                          |
| ---- | ------------------------------------------------- | --- | --- |
| 2008 | Naissance –                                       | — | Erstveröffentlichung: 3. September 2008 Abspanntitel zu Koko wa Greenwood – Seishun Danshiryō Nisshi |
| 2008 | Motto Hade ni ne! (motto☆派手にね!) –             | JP10 (13 Wo.)JP | Erstveröffentlichung: 29. Oktober 2008 Vorspanntitel zu Kannagi                                      |
| 2008 | Musuhi no Toki (産巣日の時) –                     | JP21 (7 Wo.)JP | Erstveröffentlichung: 26. November 2008 Abspanntitel zu Kannagi                                      |
| 2009 | Koi no Uta (こいのうた) –                         | JP32 (3 Wo.)JP | Erstveröffentlichung: 13. Mai 2009 Abspanntitel zu Shinkyoku Sōkai Polyphonica: Crimson S            |
| 2010 | Girls, Be Ambitious. –                            | JP14 (5 Wo.)JP | Erstveröffentlichung: 27. Januar 2010 Abspanntitel zu Sound of the Sky                               |
| 2010 | Nagisa no Shooting Star (渚のShooting Star) –     | JP19 (3 Wo.)JP | Erstveröffentlichung: 4. August 2010                                                                 |
| 2010 | Baby Baby Love –                                  | JP13 (5 Wo.)JP | Erstveröffentlichung: 3. November 2010 Abspanntitel zu Motto To Love-Ru                              |
| 2011 | Oh My God♥ –                                      | JP11 (5 Wo.)JP | Erstveröffentlichung: 13. Juli 2011 Abspanntitel zu Nekogami Yaoyorozu                               |
| 2012 | Yume Sekai (ユメセカイ) –                         | JP13 (22 Wo.)JP | Erstveröffentlichung: 25. Juli 2012 Abspanntitel zu Sword Art Online                                 |
| 2012 | Q&A Recital! (Q&A リサイタル!) –                  | JP11 (8 Wo.)JP | Erstveröffentlichung: 17. Oktober 2012 Vorspanntitel zu Tonari no Kaibutsu-kun                       |
| 2013 | Pachi Pachi Party –                               | JP14 (3 Wo.)JP | Erstveröffentlichung: 10. Juli 2013                                                                  |
| 2014 | Hikari Gift –                                     | JP11 (3 Wo.)JP | Erstveröffentlichung: 15. Januar 2014                                                                |
| 2014 | Fantastic Soda!! –                                | JP19 (3 Wo.)JP | Erstveröffentlichung: 30. Juli 2014                                                                  |
| 2014 | Courage –                                         | JP4 Gold (Digital) · (11 Wo.)JP | Erstveröffentlichung: 3. Dezember 2014                                                               |
| 2015 | Step a Go! Go! –                                  | JP25 (3 Wo.)JP | Erstveröffentlichung: 30. September 2015                                                             |
| 2016 | Cinderella ☆ Symphony (シンデレラ☆シンフォニー) – | JP22 (2 Wo.)JP | Erstveröffentlichung: 17. Februar 2016                                                               |
| 2016 | Monokuro / Two of Us –                            | JP38 (3 Wo.)JP | Erstveröffentlichung: 26. Oktober 2016                                                               |
| 2017 | Uchouten Traveler (有頂天トラベラー) –            | JP13 (2 Wo.)JP | Erstveröffentlichung: 11. Oktober 2017                                                               |
| 2018 | Try & Joy –                                       | JP16 (2 Wo.)JP | Erstveröffentlichung: 5. September 2018                                                              |
| 2019 | Resolution –                                      | JP19 (8 Wo.)JP | Erstveröffentlichung: 20. November 2019                                                              |

Character-Songs
Hinzu kommen noch diverse Singles mit Bezug zu ihren Anime-Rollen (Character Songs), die üblicherweise unter ihrem jeweiligen Rollennamen auf Singles und Alben veröffentlicht wurden.

### Fotobücher
- HARUKAs. Shufunomoto-sha, 2009, ISBN 978-4-07-268180-0.
- High Touch! Gakken Publishing, 2010, ISBN 978-4-05-404381-7.
- Haruka no Daibōken. (はるかの大冒険). Shufunomoto-sha, 2010, ISBN 978-4-07-275524-2.
- Rainbow Vacation!! Gakken Publishing, 2011, ISBN 978-4-05-405051-8.